# Tim Hecker
Tim Hecker (n. 1997, Berlin, Germania) este un canoist ce a reprezentat Germania, medaliat olimpic. A participat la o ediție a Jocurilor Olimpice (2020) în care a câștigat o medalie de bronz.

## Participări
Lista de mai jos prezintă principalele competiții la care a participat Tim Hecker de-a lungul carierei.
- Caiac canoe la Jocurile Olimpice de vară din 2020 - C-2 200 m masculin[1]